# Rousserolle rossignol
Acrocephalus luscinius
Espèce
Statut de conservation UICN

 EX  : Éteint
La Rousserolle rossignol (Acrocephalus luscinius) est une espèce éteinte d'oiseaux (composée en fait d'un groupe de cinq espèces très proches) qui était endémique des îles Guam et Saipan y Alamagan. Elle a été observée pour la dernière fois à Guam en 1969.

## Disparition
C'est une espèce invasive, le serpent Boiga irregularis, et d'autres espèces envahissantes qui sont responsables de la disparition de cet oiseau de cette île. Une autre cause est la destruction de son habitat.

## Taxinomie
Cette espèce était considérée par les ornithologues comme composée de cinq sous-espèces (Acrocephalus luscinius luscinius, Acrocephalus luscinius nijoi, Acrocephalus luscinius yamashinae, Acrocephalus luscinius astrolabii et Acrocephalus luscinius hiwae). Mais des études phylogéniques et morphologiques de Cibois et al. (2011) puis Saitoh et al. (2012) ont montré qu'ainsi l'espèce n'était pas monophylétique, et qu'il fallait considérer toutes ces sous-espèces comme des espèces à part entière pour obtenir un résultat monophylétique. Le Congrès ornithologique international reconnaît donc (dans sa classification version 3.3, 2013) : † Acrocephalus luscinius, † Acrocephalus nijoi, † Acrocephalus yamashinae, † Acrocephalus astrolabii et Acrocephalus hiwae. Seule cette dernière espèce existe encore.